# Virgil Hodge
Virgil Hodge, née le 17 novembre 1983 à Basseterre (Saint-Christophe-et-Niévès), est une athlète christophienne spécialiste du sprint. Elle est championne NACAC du 200 m lors des championnats continentaux en 2007.

## Carrière
Sélectionnée pour représenter Saint-Christophe-et-Niévès aux Jeux olympiques d'été de 2008, elle sert en tant que porte-drapeau lors de la cérémonie d'ouverture et de clôture. Elle concourt sur le 100 m et le 200 m, où dans les deux cas, elle ne dépasse pas le stade des séries.

## Palmarès
| Date | Compétition                   | Lieu                 | Place | Course    | Temps   |
| ---- | ----------------------------- | -------------------- | ----- | --------- | ------- |
| 2000 | Championnats NACAC juniors    | San Juan             | 7e    | 100 m     | 12 s 31 |
| 2002 | Jeux de la CARIFTA juniors    | Nassau               | 5e    | 100 m     | 11 s 99 |
| 2002 | Jeux de la CARIFTA juniors    | Nassau               | 6e    | 200 m     | 24 s 80 |
| 2002 | Championnats CAC juniors      | Bridgetown           | 5e    | 100 m     | 11 s 87 |
| 2002 | Championnats CAC juniors      | Bridgetown           | 4e    | 200 m     | 24 s 29 |
| 2002 | Championnats du monde juniors | Kingston             | DQ    | 200 m     | —       |
| 2005 | Championnats CAC              | Nassau               | 8e    | 200 m     | 23 s 54 |
| 2006 | Jeux CAC                      | Carthagène des Indes | 3e    | 100 m     | 11 s 52 |
| 2006 | Jeux CAC                      | Carthagène des Indes | 2e    | 200 m     | 23 s 09 |
| 2007 | Jeux panaméricains            | Rio de Janeiro       | 6e    | 100 m     | 11 s 40 |
| 2007 | Jeux panaméricains            | Rio de Janeiro       | 4e    | 200 m     | 23 s 05 |
| 2007 | Jeux panaméricains            | Rio de Janeiro       | 5e    | 4 x 100 m | 44 s 14 |
| 2007 | Championnats NACAC            | San Salvador         | 6e    | 100 m     | 11 s 63 |
| 2007 | Championnats NACAC            | San Salvador         | 1re   | 200 m     | 22 s 73 |
| 2008 | Championnats CAC              | Cali                 | 5e    | 100 m     | 11 s 44 |
| 2008 | Championnats CAC              | Cali                 | 7e    | 200 m     | 23 s 42 |
| 2009 | Championnats CAC              | La Havane            | 1re   | 200 m     | 23 s 41 |
| 2010 | Jeux CAC                      | Mayagüez             | 3e    | 4 x 100 m | 44 s 43 |